# Rien Djamain
Djamain Rien, cuyo nombre completo es Rien Indriantien (nacida en Ujungpandang Djamain, el 18 de abril de 1956), es una cantante indonesia y un gran admiradora de las cantantes Astrud Gilberto y Nancy Wilson.
Es una intérprete de música jazz moderno, que lo hace junto a Ermy Kulit y Margie Segers. Además ella es considerada una de las mejores intérpretes vocales, también compone canciones. Ha trabajado junto con Jack Lesmana en el año 70.

## Discografía
- Álbum Rien Djamain Bossas diProduksi Granada Records:

Judul lagu: Maafkan Daku, Kekasih ,Api asmara, Tersiksa lagi , Pesanku .Andaikan , Tak ingin Sendiri , Ku hanya cinta padamu , Senja dibatas kota , Lagu kesayangan , Kasih diantara kita , Tiada Seindah hari ini , Berikan Daku harapan.
- Álbum Rien Djamain " Kucoba lagi " diproduksi Granada record:

Judul lagu: Cinta dan tradisi , Saat Rembulan Menghilang , Kriteria Cinta , HATI SEORANG kekasih , Yang , Kehidupan , Lagu cinta , Khayalan Hampa , Pagi cerah , Bila Cinta Berbunga rindu.
- Álbum Jack Lesmana Combo & Rien Djamain diProduksi Pramaqua:

Judul lagu: TELAH BERLALU , MASA YANG INDAH , BAHAGIA BUKAN MILIKKU , YANG DITUNGGU, BILA HUJAN TURUN, ESOK HARI YANG PERTAMA, KAU, BINTANG DAN BUNGA , LESTARI , TAKKAN TERULANG LAGI , SENYUMANMU , SUMBANG KASIHKU , SETANGKAI BUNGA. 
Lagu - lagu yang pernah di lantunkan
- Ku Coba Lagi
- Tuan dan Kami
- 2009 - Rumah Hati (Platinum Records)

- Datos: Q9069168